# История на Перу

## Първи цивилизации
Територията на древно Перу е обитавана от няколко значими цивилизации на Андите, по-специално инките, чиято империя бива превзета от испанските конкистадори през 1533 г.

## Колониален период
От 1525 година империята на инките е разкъсвана от гражданска война. Територията ѝ е поделена между владетелите Атахуалпа (Кито) и Хуаскар (Куско). През 1531 година пристига експедиция, командвана от испанците Франсиско Писаро, Диего де Алваро и Ернандо де Луке. През ноември 1533 година Писаро превзема Куско. След основаването на Лима през 1535 година, развитието на колонията е забавено от войната за надмощие между Писаро и Алваро (1537 – 1544). Следва мирен период, свързан с управлението на вицекраля Андрес Хуртадо де Мендоса (1555 - 1561) и на Франсиско Толедо (1569 - 1581). Постепенно християнството се налага сред индианското население, използвано като безплатна работна ръка. Сребърната мина в Потоси, експлоатирана активно от 1855 година, осигурява бързото забогатяване на колониалното общество. През 1780 – 1781 година страната е разтърсена от индианско въстание, ръководено от метис, който приема името Тупак Амару II.

## Независимост
Земите на Перу са освободени от аржентинския лидер Хосе де Сан Мартин, който налага независимостта на Лима през 1821 година. По-късно Боливар разбива окончателно испанската армия и постига победа срещу останалите испански военни части през 1821 г. След опита да бъде създадена конфедерация с участието на Боливия (1836 – 1839), под диктатурата на президента Рамон Кастиля (1845 – 1851; 1855 – 1862), икономиката на Перу започва постепенно да се стабилизира и развива, особено с производство на селитра от птичи тор. Страната, обаче, е натрупала доста дългове, а в същото време следва да се справи с испанската интервенция (1864 – 1866), както и с домогванията от страна на Чили, довела до отделянето на провинцията Тарапака от територията на Перу след Тихоокеанската война (1879 – 1883). С помощта на търговската олигархия, президентът Николас де Пиерола (1879 – 1881; 1895 – 1899) успява да наложи мира в страната.

## XX век
Президентът А.Б. Легия управлява страната от 1908 година до 1912 година и от 1919 година до 1930 година, като налага диктатурата си, но същевременно осигурява съвременното развитие на Перу с подкрепата на новосъздадената градска обществена прослойка. По-късно тази прослойка се превръща в основен сподвижник на АПРА (Alianza Popular Revolucionaria Americana) – партия основана през 1924 година от Хая де ла Торе. Хая де ла Торе печели изборите през 1962 година, но военните обявяват резултатите за невалидни и налагат кандидатурата на Белаунде Тери (1963 година) – лидер на Народно Движение – политическият конкурент на АПРА. Народното недоволство принуждава армията да свали Тери от поста му на държавен ръководител през 1968 година. На власт идва военната хунта, начело с генерал Валеско Алварадо, който налага политически курс на национализъм и реформизъм. Мините и банките са национализирани. През 1975 година генерал Франсиско Моралес Бермудес заменя генерал Валеско Алварадо и подготвя връщането на властта в ръцете на народа. След 12-годишен диктаторски режим, през 1980 г. Перу въвежда демократичен режим на управление. Същевременно в Перу избухва гражданска война.
С избирането на Алберто Фухимори за президент през 1990 г. страната навлиза в десетилетие на драматични обрати в икономиката и значителен прогрес в борбата с партизанските действия. Но политиката на Фухимори предизвиква голяма рецесия с драматични обществени последици. Това води до разпускане на конгреса и суспендиране на Конституцията. Международните протести и прекратяването на помощите от чужбина влошават още повече икономическата ситуация в Перу. През ноември 1992 година Фухимори, който произхожда от японски емигранти става отново президент и провежда своеобразна чистка в средите на армията и дипломацията. Управлява с декрети и се сблъсква с яростните терористични действия на двете партизански движения „Сендеро Луминосо“ и „Тупак Амару“.
Нарастващото уповаване на авторитарни мерки и икономическата криза в края на 1990-те години водят до нарастващо недоволство към режима и неговото сваляне от власт през 2000 г. Временно правителство ръководи провеждането на нови избори през пролетта на 2001 г., в резултат на които Алехандро Толедо Манрике заема поста на нов държавен глава и се превръща в първия демократично избран за президент на Перу – представител на местното население. Алан Гарсия се връща на президентския пост след изборите през 2006 г. Неуспешният му мандат от 1985 г. до 1990 г. е последван от стабилен макроикономически растеж.